# John Vella
John Vella (Cleveland, Ohio, 21 de abril de 1950-2 de abril de 2025) fue un jugador estadounidense de fútbol americano que jugó nueve temporadas con dos equipos en la NFL en la posición de tackle y ganó el Super Bowl XI.

## Carrera deportiva

### Universitario
A nivel universitario jugó para USC Trojans, con quien fue All-American en 1971 y donde también jugó béisbol, con el que fue campeón de la College World Series en 1970.

### Profesional
Fue seleccionado en la segunda ronda en la posición 43 del Draft de la NFL de 1972 por los Oakland Raiders, iniciando su carrera como suplente de los eventuales miembros del Salón de la Fama Art Shell y Bob Brown. Fue titular de 1974 a 1976 como parte del equipo campeón del Super Bowl XI donde vencieron a los Minnesota Vikings. De 1977 a 1979 Vella tuvo problemas de lesiones, y como consecuencia perdió la titularidad con Henry Lawrence. Se retiró en 1980 con los Minnesota Vikings.
En el documental America's Game: 1976 Oakland Raiders Phil Villapiano se refería a Vella como el "Happy Fella John Vella".

## Tras el retiro
En 1987 Vella inició como empresario con su negocio llamado "John Vella's Raider Locker Room", con sede en Castro Valley, California. En ese entonces los Raiders jugaban en Los Angeles. La idea era solo la de vender mercancía de los Raiders con el fin de recordar sus años como jugador. Cuando los Raiders regresaron a Oakland, California en 1995 su negocio creció más.